# Homolobus kahonoi
Homolobus kahonoi är en stekelart som beskrevs av Van Achterberg 1992. Homolobus kahonoi ingår i släktet Homolobus och familjen bracksteklar. Inga underarter finns listade i Catalogue of Life.